# オブイェークト279
オブイェークト279（ロシア語: Объект 279）は、1950年代に開発されたソビエト連邦の試作重戦車である。
制式採用、および量産はなされなかった。

## 概要
1950年代、ソ連軍の装備する重戦車としてはT-10が大量生産されていたが、ソ連軍内では更なる新型戦車の開発プランが進行していた。
- T-10の改良型（オブイェークト266）
- IS-7とT-10の長所を掛け合わせた重戦車（オブイェークト277）
- 130mm砲とハイドロマティック自動変速機を備えた高速重戦車（オブイェークト770）
- クロスカントリー能力を考慮した重戦車

などである。
これらのうち「クロスカントリー能力を考慮した重戦車」として開発されたものが、オブイェークト279である。
1957年（1955年説もあり）より開発が開始され、IS-4を設計したL.S.トロヤーノフ技師のチームにより設計された。1959年には試作車が完成し、各種の試験が行われた。試験結果はいずれも良好で、特に1,000馬力を発揮できるエンジンと、本車の最大の特徴でもある、並列2組、計4基の走行装置の組み合わせは、60トンに達する車重を持つ“重戦車”に対する従来の想像を覆す機動性を示した。
しかし、構造が複雑でコストが高すぎることと、スターリンに代わりソビエトの指導者となったフルシチョフが戦力整備に対する方針を転換したため、1960年には計画が中止され、結局本車は採用されなかった。車両自体の機動性は高いものの、水陸両用性能はなく、特に高い渡河能力があるわけでもないため、大河に隔てられた地形での行動能力に疑問が持たれたことも、不採用の大きな理由である。
量産は行われなかったものの、製作された試作車1輌が2010年代でもクビンカ戦車博物館に現存している。2022年に整備中と思われる、側面増加装甲を取り外した本車が走行する動画がインターネット上に流布した。

## 構造
オブイェークト279の形状はユニークである。履帯は左右2本ずつ、計4本もある。まるで円盤のような流体曲面の車体をもち、避弾経始を重視した設計となっている。砲塔は普通の鋳造製だが、車体は鋳造製の本体の上に、薄手の増加装甲を被せた作りとなっている。シャーシは縦に伸びた燃料タンクを兼ねる梁に乗せられていた。
エンジンはH型16気筒ディーゼル、トランスミッションはハイドロマチック自動変速、サスペンションは車高変更可能な油圧式と、従来のソ連製戦車に比べ大変高度な作りになっていた。四本の履帯により分散された接地圧は0.6kgf/cm²と軽戦車並であり、設計目的通り悪路での機動性が高く、記録映像では泥沼化した道にはまり込んだT-10を牽引する姿が見られる。
武装は戦前の海軍向けのものから発展し、IS-7などに使われているものと同系列の130mm砲で、重い砲弾を扱うための装填補助装置や、縦横方向の砲安定装置、上下像合致式光学ステレオレンジファインダー照準器、圧搾空気を用いた砲身内部洗浄装置をもつ。

## 登場作品
漫画
『セーラー服と重戦車』
野上武志の作品。赤軍中、書記長の搭乗車として第4巻第十四射撃より登場。
『Mr.Clice』
ロシア軍の試作車両として登場。作中年代が2020年代のため、対空ミサイルやレーダー等を装備した別物と化している。

ゲーム
『War Thunder』
ソ連ツリーにプレミア車両として登場。2020年のイベント宇宙レースにて入手可能であったが、現在は入手不可能となっている。
『World of Tanks』
初期案のObject 726が「obj.279(e)」として登場。プレイヤーが使用できる。主砲は122mm砲となっている。
『新コンバットチョロQ』
プレイヤーが使用可能な「Qタンク」として登場。使用出来るQタンクでは3番目に高い装甲を誇る。敵としては登場しない。
『メタルマックス3』
プレイヤーが搭乗する戦車として入手できる。
『メタルギアソリッド3』
ソ連領内の軍事要塞グロズニーグラード内に「オブジェクト279」の名称で登場。作中では極秘裏に量産され、複数両が配備されている。しかし整備中のため作中では動かず、核搭載戦車シャゴホッドとの追撃戦の際には文字通り蹴散らされている。その後、グロズニーグラードへの核攻撃で、これらの車両も全損したと見られる。
『メタルマックス4』
DLCを購入することでこの戦車をモチーフとしたプレイヤーが搭乗できる戦車を購入することができた。